# Rheosmittia halvorseni
Rheosmittia halvorseni är en tvåvingeart som beskrevs av Peter Scott Cranston och Ole Anton Saether 1986. Rheosmittia halvorseni ingår i släktet Rheosmittia och familjen fjädermyggor.
Artens utbredningsområde är Norge. Inga underarter finns listade i Catalogue of Life.